# Championnats d'Europe de gymnastique rythmique 2014
Navigation
Vienne 2013 Minsk 2015
Les 30es championnats d'Europe de gymnastique rythmique ont eu lieu à Bakou, en Azerbaïdjan, du 13 au 15 juin 2014.

## Médaillées

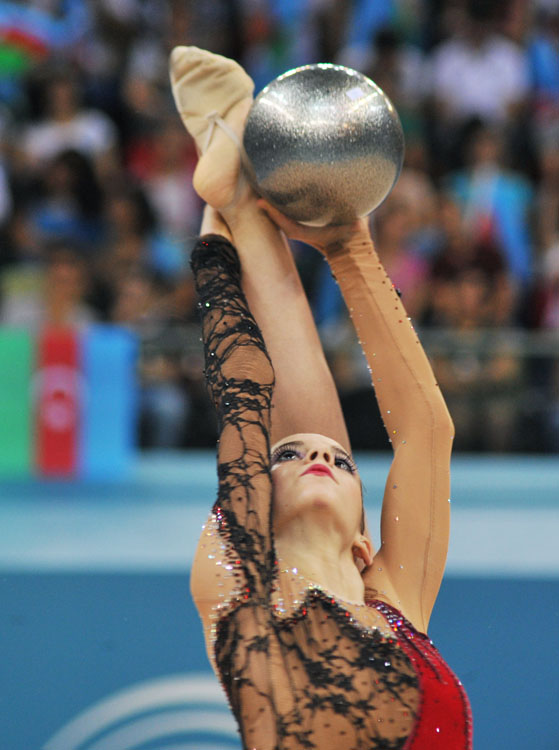
Une gymnaste lors des Championnats d'Europe de gymnastique rythmique 2014.

| Épreuve                                  | Or | Argent                                                                                             | Bronze |
| ---------------------------------------- | --- | -------------------------------------------------------------------------------------------------- | --- |
| Finales individuelles seniors            | | | |
| Concours général résultats détaillés     | Yana Kudryavtseva                                                                                                   | Melitina Staniouta                                                                                 | Ganna Rizatdinova                                                                                                 |
| Finales en groupe senior                 | | | |
| Concours général résultats détaillés     | Russie Anastasia Maksimova Aleksandra Semenova Diana Borisova Anastasiia Tatareva Maria Tolkacheva Daria Avtonomova | Italie Sofia Lodi Marta Pagnini Camilla Patriarca Valeria Schiavi Andreea Stefanescu               | Israël Alona Koshevatskiy Ekaterina Levina Karina Lykhvar Ida Mayrin Lihi Shochatovitch Yuval Filo                |
| 10 massues résultats détaillés           | Bulgarie Reneta Kamberova Tsvetelina Stoyanova Tsvetelina Naydenova Hristiana Todorova Mihaela Maevska-Velichkova   | Russie Anastasia Maksimova Aleksandra Semenova Diana Borisova Anastasiia Tatareva Daria Avtonomova | Espagne Alejandra Quereda Sandra Aguilar Artemi Gavezou Elena Lopez Lourdes Mohedano                              |
| 3 ballons + 2 rubans résultats détaillés | Russie Anastasia Maksimova Aleksandra Semenova Diana Borisova Maria Tolkacheva Daria Avtonomova                     | Azerbaïdjan Aliya Pashayeva Siyana Vasileva Diana Doman Aliaksandra Platonova Aynur Mustafayeva    | Bulgarie Reneta Kamberova Tsvetelina Stoyanova Tsvetelina Naydenova Hristiana Todorova Mihaela Maevska-Velichkova |
| Finales junior                           | | | |
| Concours par équipes résultats détaillés | Russie Yulia Bravikova Irina Annenkova Olesya Petrova Veronika Polyakova                                            | Biélorussie Mariya Trubach Stefaniya-Sofiya Manakhava Anastasiya Rybakova                          | Azerbaïdjan Zhala Piriyeva Zuleykha Ismayilova                                                                    |
| Cerceau résultats détaillés              | Yulia Bravikova | Zhala Piriyeva                                                                                     | Anastasiya Rybakova                                                                                               |
| Ballon résultats détaillés               | Irina Annenkova | Mariya Trubach                                                                                     | Boryana Kaleyn |
| Massues résultats détaillés              | Olesya Petrova | Mariya Trubach                                                                                     | Linoy Ashram |
| Ruban résultats détaillés                | Irina Annenkova | Valeriya Khanina                                                                                   | Linoy Ashram |